# 331341 Frankscholten
331341 Frankscholten è un asteroide della fascia principale. Scoperto nel 2002, presenta un'orbita caratterizzata da un semiasse maggiore pari a 2,9763239 au e da un'eccentricità di 0,0706071, inclinata di 8,90164° rispetto all'eclittica.